# ارکیده‌های درازپنجه
ارکیده‌های درازپنجه (نام علمی: Eltroplectris) نام یک سرده از زیرخانواده ثعلب‌واران است.